# アンティオキアのイグナティオス
アンティオキアのイグナティオス（35年頃 - 107年?）は、アンティオキアの第2代主教（司教）。正教会、非カルケドン派、カトリック教会、聖公会、ルーテル教会などで聖人とされる。使徒教父の一人。
正教会では「神品致命者」という称号のほか、「捧神者」（ほうしんしゃ、ギリシア語: Θεοφόρος, ロシア語: Богоносец）という称号を付されて呼ばれる。イグナティウスと表記されることもある。

## 概略
イグナティオスは若年の頃にキリスト教に帰依し、ローマ皇帝がネルヴァからトラヤヌスに変わった頃（98年）にはアンティオキア教会の第2代目の司教になった。トラヤヌス治世下の迫害においてアンティオキアの長として逮捕され、ローマに護送されて、衆人環視のうちに野獣に噛み殺されるという刑に処せされた。 ローマで殉教する旅の途中、イグナティオスは、最も初期のキリスト教神学の例と見なされている一連の手紙を書き送った。これは、教会論、サクラメント論、主教論を含んでいる。
「トラリヤ人への手紙」「マグネシヤ人への手紙」「フィラデルフィア人への手紙」「スミルナ人への手紙」など、彼の書簡の中には主教職に関して明確な言及があり、２世紀初頭には、主教職、司祭職、執事職を中心とする三聖職位制が確立していたことが読み取れる。
イグナティオスは、ローマのクレメンスとポリュカルポスとともに、使徒教父の筆頭であり、個人的に使徒を知っていた初期のキリスト教著述家の一人であると伝えられる。
聖イグナティオスの日は西方教会では10月17日に、東方教会では12月20日に祝われる。カトリック教会では2月1日である。

## 手紙
7つの本物の手紙:
- エペソ人への手紙

- マグネシヤ人への手紙

- トラリヤ人への手紙

- ローマ人への手紙

- フィラデルフィア人への手紙

- スミルナ人への手紙

- スマーナの司教、ポリュカルポスへの手紙

イグナティオスの手紙は全部で16通あるが、イグナティオス本人が書いた手紙は7つで、残りは8つは偽物である。本物の手紙については、エウセビオスとヒエロニムスによって言及されているが、残りの8つは言及されていない。そのことから、8つの手紙は偽物である、と判断されている。しかし、偽物と判断されたもう一つの理由があり、偽の手紙自体に、生前のイグナティオスが知りえなかった内容が含まれているためである。このことから、8つの手紙はイグナティオスの死後に書かれたことを手紙自身が証明している。
（偽物の詳しい内容は偽イグナティオスを参照）

### ・手紙の歴史
本物の手紙には、長さの異なる2種類（長文と短文）のギリシャ語改訂版がある。
長い間、学者たちは短文の手紙の方をイグナティオスの本物の手紙と見なしていたが、学者によってはどちらを本物と見なすか、意見が分かれたときもあった。ただ、全体としての意見は、短文の手紙を本物だと受け入れていた。しかし、1838年～1842年の間に、エジプトのニトリア砂漠にあるSt Mary Deiparaでシリア語の写本が発見された。発見された写本の中には、アリストテレス、ユークリッド、アルキメデス、ヒポクラテス、ガレンの多くの古典的写本が含まれていた。発見される以前までの古い写本は、13世紀のラテン語の翻訳でのみ知られていたが、今回発見された写本は、重要なギリシャ古典の最も古いコピーで、いくつかは5世紀に遡る写本もあった。そして、この写本たちの中に、イグナティオスの手紙の写本も含まれていた。
発見されたシリア語版の手紙は、1845年に Curetonによって出版され、学術的な議論を引き起こした。しかし、19世紀の終わりまでに、Theodor Zahnと J. B. Lightfoot によって、シリア語版の手紙はギリシャ語版の要約であり、のちの時代に作成されたと学術的コンセンスを確認した。
短文の手紙を本物と同意しながらも、どちらが本物であるかはっきりとした答えは出ていない。そのため、「読者は、これらのうちどれが本物として受け入れられるべきかを、自分自身で比較して判断することができ、そのうちのどれかの主張を認める立場にあると仮定して判断することができる」と読者に判断をゆだねている。

## 思想
イグナティウスは全能の神を「唯一まことの神、自存無比の方、すべてのものの主、独り子なる子を産み出した父」と呼び、神と神の子イエスの区別をはっきりさせていた。「父なる神と、主イエス･キリスト」という表現も使い、「ただひとりの神、全能者がおられる。その方は子なるイエス･キリストによってご自分を明らかにされた」とも書いた。
また、子は永遠の存在ではなく創造されたことを示している。子の語ったこととして「主[全能の神]はご自分の道の初めを、すなわちわたしを創造された」という言葉を紹介している。また「宇宙のひとりの神、またキリストの父がおられ『すべてのものはその方から出ている』。またひとりの主イエス･キリストがおり『すべてのものはその方を通してある』」と残している。
イエスについてはさらに「医者は一人。彼は肉と霊の両方を持ち、(肉においては)生まれたけれども、(霊においては)生まれていない。肉となって現れた神。死の中での真実の命、 マリアから生まれ同時に神から出たもの、 まず苦しみを受け、しかるのち苦しみなきもの、イエス・キリスト、私たちの主」(エペソの手紙7番)とも書いている。
また、イグナティオウスは、安息日についてユダヤ教伝統である土曜日ではなく、イエスが復活した日曜日を主の日にするように、とも書いてもいる。
「古代の秩序で育てられた人々が、新しい希望を手に入れるようになったとしたら、安息日を守らず、主の日を守って生きます」(マグネシヤ人への手紙9番)
イグナティオスの時代には、司祭、長老、執事がいたことが手紙の中から読み取ることができる。
「神があなた方にも注意を払うことができるように、あなた方は監督者に注意を払ってください。私は、司教、長老、執事に服従している人々の代わりに私の魂を捧げています。そして、神の中で彼らと一緒にいることが私にもたらされることを願っています」(スマーナの司教、ポリュカルポスへの手紙6番)
また、イグナティオスはカトリック教会という言葉を最初に使用した人物である。このカトリック教会について、こう書いている。
「イエス・キリストがどこにいても、カトリック教会があります」マグネシヤ人への手紙8番

## 偽の手紙
イグナティオスが書いたと言われている8つの手紙がある。しかし、これはイグナティオスの名を使って書かれた手紙であることが判明している。
- Epistle to the Tarsians
- Epistle to the Antiochians
- Epistle to Hero, a Deacon of Antioch
- Epistle to the Philippians
- Epistle from Mary of Cassobelæ to Ignatius
- Epistle to Mary at Neapolis, Zarbus
- First Epistle to St. John
- Second Epistle to St. John
- Epistle from of Ignatius to the Virgin Mary

これらの手紙は、6世紀より前のどの作家からも引用、言及されていない。さらに、この偽の手紙が書かれているスタイルは、イグナティオスが書いた手紙のスタイルと大きく異なるだけではなく、偽の手紙自体にイグナティオス死後に出現した異端と教会で同意された内容が含まれている。
Epistle to the Tarsians は、3世紀までに出現しなかった異端、サベリウス主義への明白な言及がある。「イエスが外見上[のみ]生まれ、外見上十字架につけられ、外見上死んだと主張しています。 他の人は彼が創造主の息子ではないこと、そして他の人は彼自身が神であるということです」Chap. ii.—Cautions against false doctrine. p107
Epistle to the Antiochiansは、イグナティオスが生きていた時代には知られていなかったさまざまな教会役員の一覧表がある。
Epistle to Hero, a Deacon of Antiochは、マニ教の誤りに触れているため、3世紀以前には書かれていない。
Epistle to the Philippiansは、プラクセアスが主張した天父受苦説(Patripassianism)への言及や、教会の祝宴などが含まれている。
Epistle from Mary of Cassobelæ to Ignatiusは、他の偽の手紙と完全に異なった独自のスタイルで書かれている。